# 진만 (거란)
진만(陳萬, 879년 - 955년)은 거란 요나라의 문신, 장군이다. 영주 경성현(瀛州景城縣, 허베이성 창저우시 서쪽) 출신)이다. 제주방어사, 태보(齊州防禦使 太保)를 지낸 진륜(陳輪)의 아들이다. 923년, 925년 두 차례에 걸쳐 발해를 침공했다.

## 생애
진만은 체모가 웅장하고 위엄이 있었으며 위풍당당한 체구였고, 원숭이처럼 긴 팔에 곱슬머리였다 한다. 35세에 돈주자사 유수광(劉守光)의 부사가 되어 돈주부사(涿州副使)로 부임했다.
요 태조 신책 3년(918년) 아고지(阿古只)에게 투항하겨 거란에 귀부했다. 923년(천찬 2년) 동방 원정하는 요 태조 야율아보기를 따라 발해국 공략에 참여했다. 925년 요 태종을 따라 출전, 발해 압록부(鴨綠府)를 공격했다. 요 태종은 호주군(豪州軍)을 호주(豪州)로 바꾸고 진만을 호주자사로 임명하고, 사공(司空)직을 추가했다. 이어 돈주자사(涿州刺史)로 전임되고 사도(司徒)직이 추가됐다. 돈주자사 재직 중 해당 지역의 요역(徭役)을 경감시켜주었다. 
임기가 만료되어 입조했다가 응력 5년(955년)에 사망했다. 처자는 안씨(安氏), 장남 진연구(陳延煦)는 요나라에서 제거사(提舉使), 좌복야，차남 진연정(陳延貞)은 연경청백군사(燕京青白軍使), 검교사공(檢校司空)을 지냈다.

## 참고 자료
- 陳述《遼史補註·卷七十四》